# رومئو کامبو
رومئو کامبو (انگلیسی: Romeo Kambou؛ زادهٔ ۱۳ نوامبر ۱۹۸۰) بازیکن فوتبال اهل بورکینافاسو بود.
از باشگاه‌هایی که در آن بازی کرده است می‌توان به باشگاه فوتبال الظفره، باشگاه ورزشی الوکره، و باشگاه ورزشی بنی یاس اشاره کرد.
وی همچنین در تیم ملی فوتبال بورکینافاسو بازی کرده است.